# European Champion Cup Final Four
European Champion Cup Final Four je  soutěž evropských baseballových klubů, která se  hraje od roku 2008 každoročně jako závěrečný turnaj Poháru mistrů evropských zemí. Hraje se pod patronací Evropské baseballové konfederace  CEB. 
Do turnaje se kvalifikují dva nejlepší týmy z každé ze dvou skupin Poháru mistrů evropských zemí. Čtyři týmy v rámci finálového turnaje odehrají semifinálová utkání, jejich vítězové se  poté střetávají ve finále a poražení semifinalisté v souboji o třetí místo. Všechny souboje se hrají na jediné vítězné utkání. 

Prozatím jediným dvojnásobným vítězem se stal italský klub Caffè Danesi Nettuno. 

## Předhled výsledků
| Rok  | Místo konání |                            | Finále | Finále                     | Finále                     |                      | Poražení semifinalisté | Poražení semifinalisté |
| Rok  | Místo konání | Vítěz                      | Skóre  | Poražený finalista         | Třetí místo                | Čtvrté místo         |                        |                        |
| 2008 | Barcelona    | Caffè Danesi Nettuno       | 3–2    | San Marino                 | Montedeipaschi Grosseto    | FC Barcelona Beisbol |                        |                        |
| 2009 | Barcelona    | Caffè Danesi Nettuno       | 1–0    | Fortitudo Baseball Bologna | Haarlem                    | Amsterdam Pirates    |                        |                        |
| 2010 | Barcelona    | Fortitudo Baseball Bologna | 2–1    | Heidenheim Heideköpfe      | Telemarket Rimini          | San Marino           |                        |                        |
| 2011 | Brno         | San Marino                 | 7–1    | Parma Baseball             | Fortitudo Baseball Bologna | Amsterdam Pirates    |                        |                        |